# Хенекен
Хенекен, или Генекен, или Агава фуркроидная (лат. Agave fourcroydes) — вид травянистых растений из рода Агава семейства Агавовые; происходит из Мексики.
В настоящее время это растение культивируется в основном в Восточной Мексике и на Кубе ради грубого белого волокна, получаемого из листьев. Волокно используется для изготовления бумаги, верёвок и мешков; по качеству оно несколько уступает сизалю. На плантациях каждое растение используется в течение 18 лет, при этом с него ежегодно срезается несколько листьев.